# Уэйд, Мара
Мара Р. Уэйд (Mara R. Wade) — эмерит-профессор Иллинойского университета в Урбана-Шампейне, где преподавала более тридцати лет. Доктор философии, экс-президент Renaissance Society of America. Более двух десятилетий являлась главным исследователем (PI) веб-ресурса Emblematica Online. Специалист по немецкой и скандинавской литературе и культуре раннего Нового времени.
Докторскую степень получила в Мичиганском университете. Специализируется по ранней современной немецкой литературе и истории книг, а также киноведению, иудаистике и гендерных исследованиях.
Состояла председателем Международного общества по изучению эмблем (International Society for Emblem Studies) с 2008 по 2014 год.
Ассоциированный редактор журнала Emblematica: Essays in Word and Image, прежде шеф-редактор.
Опубликовала Gender Matters (2014) {Рец.} и The Palatine Wedding of 1613: Protestant Alliance and Court Festival (2013) {Рец.}, отмеченную Weiss-Brown Publication Subvention Award.